# فردریک ژوستان کله
فردریک ژوستان کُله (فرانسوی: Frédéric Justin Collet‎؛ ‏ ۲۸ آوریل ۱۸۷۰ – ۱۹۶۶) پزشک، آسیب‌شناس و متخصص گوش و حلق و بینی اهل فرانسه بود.
وی دورهٔ پزشکی را در شهر لیون گذراند و در سال ۱۸۹۴ دکترای خود را دریافت داشت. وی در سال ۱۹۰۷ استاد رشتهٔ آسیب‌شناسی داخلی و در سال ۱۹۲۷ استاد رشتهٔ پزشکی گوش و حلق و بینی شد.
او در سال ۱۹۱۵ اختلالی را توصیف کرد که آنرا «همی‌پارزی زبانی-حنجره‌ای-شانه‌ای-حلقی» نامید و بعدها «سندرم کُله» نامیده شد. این اختلال در اثر ضایعه‌ای در عصب زبانی حلقی، عصب واگ، عصب فرعی و عصب زیرزبانی پدید می‌آید که منجر به فلج کامل پرده‌های صوتی، کام، ماهیچه ذوزنقه‌ای و ماهیچه جناغی‌پستانکی و همچنین بی‌حسی در حنجره، حلق و نرم‌کام می‌شود.